# Togolese voetbalbond
De Fédération togolaise de football is de Togolese tak van de FIFA voor voetbal in Togo, die werd opgericht op 24 januari 1960.
In 2006 nam het Togolese voetbalelftal voor de eerste keer deel aan Wereldkampioenschap voetbal.

## Voetbalcompetities
Er zijn negen grote voetbalcompetities in Togo:
- Lomé Commune Lomé
- Ligue Maritime Est Aného, Tabligbo, Vo, Togoville, Akoumapé
- Ligue Maritime Ouest Lomé: Tsévié and Kévé prefectures
- Ligue de Kloto Kpalimé, Atou, Danyi
- Ligue des Plateaux Est Atakpamé, Notse, Tohoun
- Ligue des Plateaux Ouest Amlamé, Badou
- Ligue du Centre Sokodé, Tchamba, Sotouboua, Bassar, Blitta, Gérin-Kouka
- Ligue de la Kara Kara, Niamtougou, Pagouda, Bafilo
- Ligue des Savanes Dapaong, Mango, Kantè, Barkoissi, Bombouaka

## Clubs
- Agaza
- Aiglons
- ASFOSA Association Sportive de la Forêt Sacrée
- Entente 2 Lomé city
- Ifodjè d'Atakpamé
- Sèmassi de Sokodé
- Gbikinti de Bassar
- ASKO Association Sportive de la Koza in Kara
- Gbohloé